# The Earl of Chicago
 The Earl of Chicago és una pel·lícula estatunidenca dirigida per Richard Thorpe i Victor Saville el 1939, estrenada el 1940.

## Argument
En la segona meitat dels anys 1930, a Chicago, el gàngster 'Silky' Kilmount dirigeix una "respectable" destil·leria d'alcohol, després d'haver traficat durant la Prohibició; el seu braç dret és 'Doc' Ramsey. Orfe, s'assabenta un dia que el seu pare, mort fa anys, era un aristòcrata anglès establert al Canadà. Així, hereta un títol nobiliari i els valors mobiliaris i immobiliaris associats. Però ha d'anar a Anglaterra a fer valer els seus drets. Hi va doncs, deixant 'Doc' administrar els seus assumptes, i coneix els seus parents, així com Munsey, el seu majordom, el qual s'esforça a inculcar-li els rudiments de l'educació que escau al nou "Comte de Gorley".

## Repartiment
- Robert Montgomery: Robert 'Silky' Kilmount
- Edward Arnold:  Quentin 'Doc' Ramsey
- Reginald Owen: Gervase Gonwell
- Edmund Gwenn: Munsey
- E.E. Clive: Redwood
- Ronald Sinclair: Gerald Kilmount
- Norma Varden: Maureen Kilmount
- Halliwell Hobbes: El Lord Canceller
- Ian Wolfe (als crèdits Ian Wulf): L'escribà
- Peter Godfrey: Judson
- Billy Bevan: El guia del castell

I, entre els actors que no surten als crèdits :
- Miles Mander: El procurador general
- Frederick Worlock: Lord Elfie
- Ivan F. Simpson: Hargraves
- Robert Warwick: Un escribà al Parlament

## Rebuda
L'esquizofrènic guió cinematogràfic de The Earl of Chicago és fins i tot més estrany per la desigual actuació de Robert Montgomery. Interpreta Silky Kilmont, un gàngster americà que hereta un títol britànic (Comte de Gorley) i una mansió. Fent-se càrrec de la seva nova propietat, Silky es diverteix provant d'aclimatar-se a la manera dels "terratinents". Les coses agafen un gir sinistre quan Silky descobreix que el seu advocat en qui confia Doc Ramsey (Edward Arnold) és de fet un estafador més gran que ell. En un atac de ràbia, Silky assassina Ramsey, en el que sembla una commoció catatònica, negant-se a defensar-se en el seu judici per assassinat. Tot plegat arriba al clímax quan Silky Kilmont, àlies el Comte de Gorley, troba seu destí amb una dignitat i decorum digne dels seus avantpassats aristocràtics. L'atmosfera intranquil·la de la pel·lícula és intensificada per la seva completa manca de romanticisme; a part de l'actriu Norma Varden, no hi ha a penes dones a la pel·lícula.